# 奥齐戈
奥齐戈（英語：Otsego）是一个美國城市，位於明尼苏达州赖特郡。根據2010年的人口普查，當地人口為13,571人。

## 地理
根据美国人口普查局，该城市的总面积為30.49平方英里（78.97平方）；其中29.56平方英里（76.56平方）為陸地，0.93平方英里（2.41平方）為水域。